# Technicolor (física)

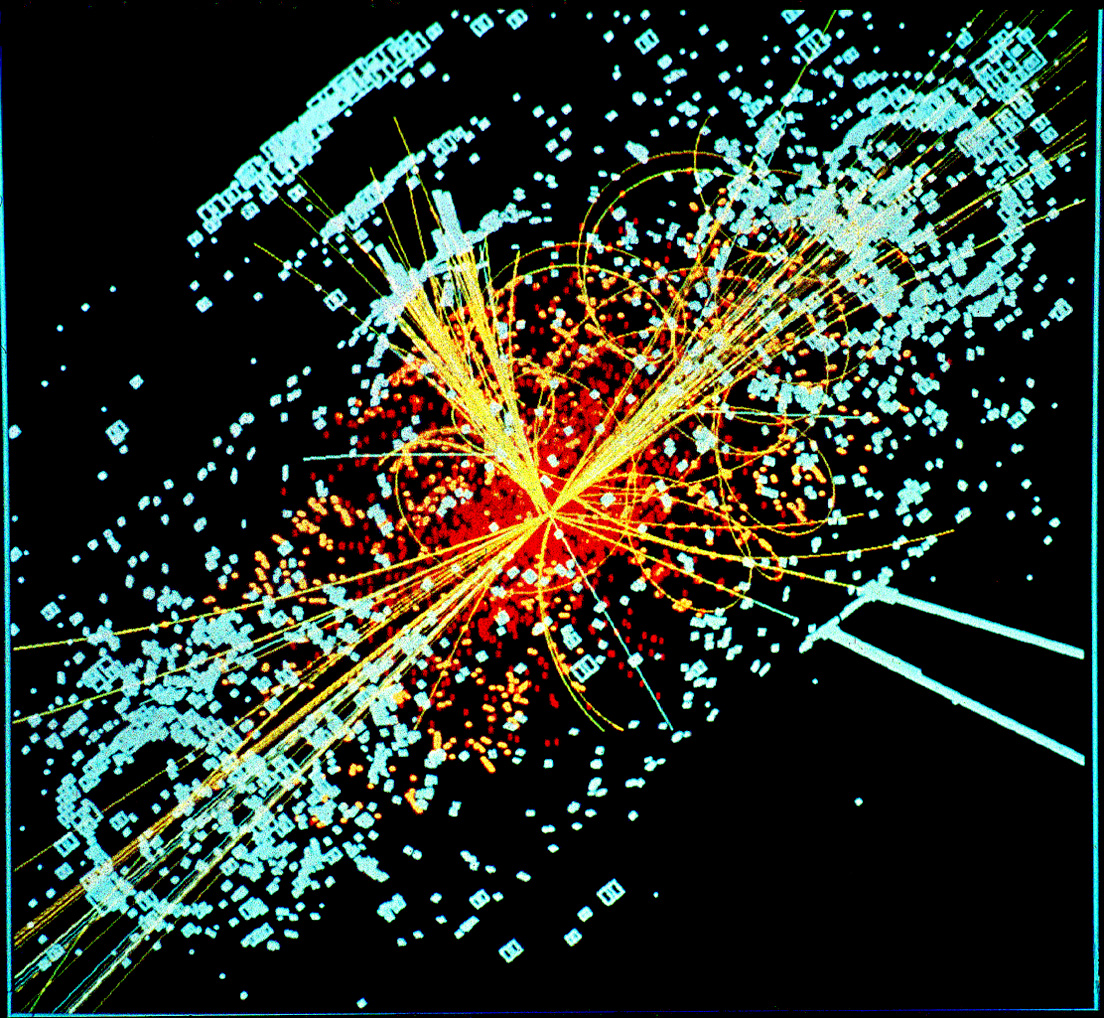
Un exemple de dades simulades modelades per al detector de partícules CMS del Large Hadron Collider (LHC) al CERN. Aquí, després d'una col·lisió de dos protons, es produeix un bosó de Higgs que es desintegra en dos dolls d'hadrons i dos electrons. Les línies representen els possibles camins de les partícules produïdes per la col·lisió protó-protó al detector, mentre que l'energia que aquestes partícules dipositen es mostra en blau. Més esdeveniments de CMS a CMS.

Les teories Technicolor són models de física més enllà del model estàndard que aborden la ruptura de simetria de calibre electrodèbil, el mecanisme mitjançant el qual els bosons W i Z adquireixen masses. Les primeres teories del technicolor es van modelar a partir de la cromodinàmica quàntica (QCD), la teoria del "color" de la força nuclear forta, que va inspirar el seu nom.
En lloc d'introduir bosons de Higgs elementals per explicar els fenòmens observats, es van introduir models de technicolor per generar dinàmicament masses per als bosons W i Z mitjançant noves interaccions gauge. Encara que asimptòticament lliures a energies molt altes, aquestes interaccions han de ser fortes i limitades (i, per tant, no observables) a energies més baixes que s'han provat experimentalment. Aquest enfocament dinàmic és natural i evita problemes de trivialitat quàntica i el problema de jerarquia del model estàndard.
Tanmateix, des del descobriment del bosó de Higgs al CERN LHC l'any 2012, els models originals estan en gran part descartats. No obstant això, segueix sent una possibilitat que el bosó de Higgs sigui un estat compost.
Per tal de produir masses de quarks i leptons, els models de Higgs en technicolor o compostos s'han d'"ampliar" mitjançant interaccions addicionals de gauge. Particularment quan es va modelar en QCD, el technicolor estès es va veure desafiat per restriccions experimentals sobre el corrent neutre que canviava el sabor i les mesures electrofebles de precisió. Es desconeixen les extensions específiques de la dinàmica de partícules per als bosons de Higgs technicolor o composts.
Gran part de la investigació en technicolor se centra a explorar teories de gauge que interactuen fortament diferents de la QCD, per tal d'evadir alguns d'aquests reptes. Un marc especialment actiu és el technicolor "caminant", que presenta un comportament gairebé conforme causat per un punt fix infraroig amb una força just per sobre de la necessària per a la ruptura espontània de la simetria quiral. S'està estudiant si la caminada pot produir-se i conduir a un acord amb mesures electrodèbils de precisió mitjançant simulacions de gelosia no perturbatives.
Els experiments al Gran Col·lisionador d'Hadrons han descobert el mecanisme responsable de la ruptura de la simetria electrodèbil, és a dir, el bosó de Higgs, amb una massa aproximadament de 125 GeV/c2; tal partícula no es prediu genèricament pels models technicolor. No obstant això, el bosó de Higgs pot ser un estat compost, per exemple, format de quarks superior i anti-superior com en la teoria de Bardeen–Hill–Lindner. Els models de Higgs compostos generalment es resolen mitjançant el punt fix infraroig dels quarks superiors, i poden requerir una nova dinàmica a energies extremadament altes com el color superior.

## Visió general
El mecanisme per trencar la simetria de calibre electrodèbil en el model estàndard d'interaccions de partícules elementals segueix sent desconegut. La ruptura ha de ser espontània, el que significa que la teoria subjacent manifesta la simetria exactament (els camps gauge-bosònics són sense massa en les equacions del moviment), però les solucions (l'estat fonamental i els estats excitats) no ho fan. En particular, els bosons físics de calibre W i Z es tornen massius. Aquest fenomen, en el qual els bosons W i Z també adquireixen un estat de polarització addicional, s'anomena "mecanisme de Higgs". Malgrat l'acord precís de la teoria electrofeble amb l'experimentació en energies accessibles fins ara, els ingredients necessaris per a la ruptura de la simetria romanen ocults, encara per revelar-se a energies més altes.
El mecanisme més senzill de trencament de la simetria electrodèbil introdueix un únic camp complex i prediu l'existència del bosó de Higgs. Normalment, el bosó de Higgs és "antinatural" en el sentit que les fluctuacions mecàniques quàntiques produeixen correccions a la seva massa que l'eleven a valors tan alts que no pot exercir el paper per al qual es va introduir. A menys que el model estàndard es descompon a energies inferiors a uns pocs TeV, la massa de Higgs només es pot mantenir petita mitjançant un ajustament delicat dels paràmetres.
Technicolor evita aquest problema plantejant la hipòtesi d'una nova interacció gauge acoblada a nous fermions sense massa. Aquesta interacció és asimptòticament lliure a energies molt altes i es torna forta i limitada a mesura que l'energia disminueix fins a l'escala electrofeble de 246 GeV. Aquestes forces fortes trenquen espontàniament les simetries quirals dels fermions sense massa, algunes de les quals estan mesurades feblement com a part del model estàndard. Aquesta és la versió dinàmica del mecanisme de Higgs. Així, la simetria de gauge electrodébil es trenca, produint masses per als bosons W i Z.
La nova interacció forta condueix a una gran quantitat de noves partícules compostes de curta vida a energies accessibles al Gran Col·lisionador d'Hadrons (LHC). Aquest marc és natural perquè no hi ha bosons de Higgs elementals i, per tant, no hi ha un ajustament dels paràmetres. Les masses de quark i lepton també trenquen les simetries de gauge electrofebles, de manera que també han de sorgir espontàniament. Un mecanisme per incorporar aquesta característica es coneix com a technicolor estès. Technicolor i technicolor estès s'enfronten a una sèrie de reptes fenomenològics, en particular qüestions de corrents neutres que canvien el sabor, proves d'electrodebilitat de precisió i la massa de quark superior. Els models Technicolor tampoc prediuen genèricament bosons semblants a Higgs tan lleugers com 125 GeV/c2; aquesta partícula va ser descoberta per experiments al Gran Col·lisionador d'Hadrons el 2012. Algunes d'aquestes qüestions es poden abordar amb una classe de teories coneguda com "tecniclor de caminar".